# Erysipelotrichia
Erysipelotrichia o Erysipelotrichi es una clase de bacterias del filo Bacillota, conocidas por encontrarse en la flora bacteriana de seres humanos y animales. Por lo general son bacilos Gram positivos anaerobios comensales, a veces patógenos como en el caso de las especies Erysipelothrix rhusiopathiae y Bulleidia extructa.